# Sengge Rinchen
Sengge Rinchen (1811 - 18 de mayo de 1865) o Senggelinqin (en mongol: Сэнгэринчен, ᠰᠡᠩᠭᠡᠷᠢᠨᠴᠢᠨ) fue un noble y general mongol que sirvió bajo la dinastía Qing durante los reinados de los emperadores Daoguang, Xianfeng y Tongzhi. Rinchen fue un destacado militar, conocido por su papel en la victoria China durante la batalla de los Fuertes de Taku, y por su derrota durante la batalla de Baliqiao durante la segunda guerra del Opio. También contribuyó a sofocar las rebeliones Taiping y Nian, muriendo asesinado por los rebeldes Nian en 1865.

## Biografía
Sengge Rinchen procedía del Estandarte Izquierdo de Horqin en Mongolia Interior, y era miembro del clan Borjigin. Era un descendiente de la 26.ª generación de Qasar, un hermano de Gengis Khan. Su nombre se compone de dos palabras tibetanas, "Sengge" (tibetano: སེང་གེ་) y "Rinchen" (tibetano: རིན་ཆེན་), que significan "león" y "tesoro" respectivamente. Cuando era niño, fue adoptado por Sodnamdorji (Содномдорж, 索特納木多布濟), un jasagh del Estandarte de la Espalda Izquierda de Horqin y junwang (郡王; Príncipe de Segundo Rango) del Imperio Qing. Heredó la posición y el título principesco de su padre adoptivo en 1825, durante el reinado del emperador Daoguang.

## Carrera militar

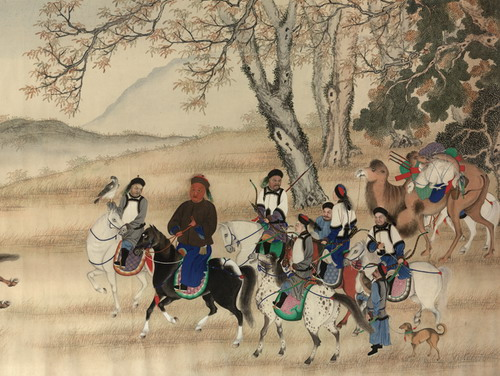
Sengge Rinchen dirigiendo tropas a la batalla

En 1853, durante el reinado del emperador Xianfeng, Sengge Rinchen dirigió las fuerzas Qing para atacar a los Rebeldes Taiping en los suburbios del sur de Tianjin, y los derrotó. En 1855, en reconocimiento a sus logros, la corte imperial Qing le concedió el título hereditario de "Príncipe Bodlogotoi" (Бодлоготой чин ван, 博多勒噶台親王). Ese mismo año, repelió un ataque contra la guarnición de Fengguan (馮官屯; al noreste del actual condado de Chiping, Liaocheng, en Shandong) por parte del general rebelde taiping Li Kaifang (李開芳) y lo capturó vivo.
En 1857, tras estallar la segunda guerra del Opio, Sengge Rinchen fue nombrado Comisario Imperial para encargarse de las disposiciones de defensa en Tianjin. Dos años después, tras derrotar a británicos y franceses en la segunda batalla de los Fuertes de Taku, él y Li Chaoyi (李朝儀) supervisaron la construcción de baterías de artillería en el Ningho, Yingcheng (營城) y los Fuertes de Taku para resistir una posible invasión. En 1860, después de que los británicos y los franceses derrotaran a las fuerzas Qing en la tercera batalla de los Fuertes de Taku y ocuparan Tianjin, Sengge Rinchen y su ejército se retiraron a Tongzhou. Cuando una delegación anglo-francesa encabezada por Harry Smith Parkes y Henry Loch se presentó en Tongzhou para negociar la paz con el Príncipe Yi y otros representantes Qing, Sengge Rinchen ordenó que la delegación fuera arrestada y enviada a Pekín, donde la mayoría de ellos (excluyendo a Parkes y Loch) murieron por enfermedad o tortura. Esto llevó a las tropas accidentales a marchar hacia Pekín, y forzó a la Corte Imperial a abandonar Pekín y trasladarse a Rehe.
Durante la batalla de Baliqiao, dirigió a su caballería de élite mongola para atacar a las fuerzas anglo-francesas, pero fue totalmente derrotado y su caballería fue aniquilada casi por completo. Tras entrar en Pekín, Lord Elgin (el Alto Comisionado británico en China) ordenó a las tropas británicas y francesas que quemaran el Antiguo Palacio de Verano en represalia por la tortura y las muertes de la delegación. Sengge Rinchen fue despojado de su título nobiliario por no haber hecho retroceder a los invasores, pero conservó su nombramiento como Comisario Imperial.

## Muerte
Cuando la corte imperial Qing recibió noticias de la Rebelión Nian (1851-1868), Sengge Rinchen recibió la orden de dirigir las tropas a Shandong, Henan y Anhui para reprimir la rebelión. En 1865, durante la batalla del Fuerte de Gaolou, fue emboscado en una taberna cerca del Fuerte, en Heze, Shandong, por los rebeldes de Nian dirigidos por Lai Wenguang y Song Jingshi. Intentó escapar con algunos de sus jinetes y refugiarse en el bosque, pero fue asesinado por un líder rebelde menor, Zhang Pigeng.

## Legado
La corte imperial Qing envió mensajeros para recuperar y transportar los restos de Sengge Rinchen de vuelta a Pekín, además de no celebrar ninguna sesión de la corte durante tres días en señal de luto. El emperador Tongzhi, acompañado por las emperatrices viudas Ci'an y Cixi, asistió personalmente al funeral y ordenó que se erigiera un santuario para conmemorar a Sengge Rinchen. El santuario, llamado "Xianzhongci" (顯忠祠; "Santuario de la exhibición de la lealtad"), se erigía en la actual ubicación de la Escuela Primaria Kuanjie (寬街小學) en el Distrito de Dongcheng.
La lealtad de Sengge Rinchen al Imperio Qing se interpreta en las historias oficiales de la República Popular China como una expresión de patriotismo chino. En 1995, el gobierno local de Tongliao, Mongolia Interior inauguró un museo conmemorativo de Sengge Rinchen.
Sengge Rinchen era muy conocido entre los extranjeros en China. Los soldados británicos le apodaban "Sam Collinson" al pronunciar mal su nombre en mandarín.

## Familia
A Sengge Rinchen le sobrevivió su hijo, Buyannemekü (Буяннэмэх, 伯彥訥謨祜; 1836-91), que heredó su título principesco. El hijo mayor de Buyannemekü, Nersu (Нэрсү, 那爾蘇; 1855-90), ostentó el título de beile y se casó con la hija mayor de Yixuan, príncipe Chun. Nersu fue, a su vez, sucedido por su hijo, Amurlingkui (Амурлингуй, 阿穆爾靈圭; 1886-1930). Buyannemekü tuvo otros cinco hijos, tres de los cuales llegaron a ser lama. Su sexto hijo, Bodisu (Бодису, 博迪蘇; 1871-1914), fue brevemente senador en la Asamblea Nacional al comienzo de la Edad Republicana.